# Нива (приток Мелличайоки)
Нива — река в России, протекает по территории Боровского сельского поселения Калевальского района Республики Карелии. Длина реки — 22 км, площадь водосборного бассейна — 173 км².
Река берёт начало из ламбины без названия и далее течёт преимущественно в северном направлении. На своём пути протекает озеро Поштаярви.
Река в общей сложности имеет девять притоков суммарной длиной 16 км. Наиболее крупный — Лавож.
Втекает на высоте 99,7 м над уровнем моря в реку Мелличайоки, впадающую в реку Чирко-Кемь.
Населённые пункты на реке отсутствуют.
Код объекта в государственном водном реестре — 02020000912102000004263.